# Карапчів (Вижницький район)
Карапчі́в — село в Вашківецькій громаді, Вижницького району, Чернівецької області України.

## Історія
З 24 серпня 1991 року село входить до складу незалежної України.

## Релігія
Церква Різдва Пресвятої Богородиці(1818). 30 грудня 2018 року громада УПЦ МП вирішила перейти до Православної церкви України.

## Населення
Згідно з переписом УРСР 1989 року чисельність наявного населення села становила 2109 осіб, з яких 965 чоловіків та 1144 жінки.
За переписом населення України 2001 року в селі мешкало 2156 осіб.

### Мова
Розподіл населення за рідною мовою за даними перепису 2001 року:
| Мова       | Відсоток |
| ---------- | -------- |
| українська | 99,54 %  |
| російська  | 0,32 %   |
| єврейська  | 0,05 %   |
| молдовська | 0,05 %   |
| румунська  | 0,05 %   |

## Особистості
- Євсевій (Євзибій, Євзебій) Лазар (нар. 1904 р., с. Карапчів - пом. 1940 р., м. Чернівці) — археолог, краєзнавець, фольклорист.[5]
- Корнелій Волошин — інженер-лісівник, громадсько-політичний діяч.
- Орест Гаджа — український військовик, поручник УПА, сотенний 1-ї сотні Буковинського куреня УПА (лютий—березень 1945), військовий референт Буковинського обласного проводу ОУН (березень—травень 1944).
- Орест Князький — український письменник.
- Едгар Ковач — архітектор, живописець теоретик мистецтва.
- Марія Лобурак — заслужений артист України.
- Едуард фон Фішер — генерал-майор, начальник жандармерії Галичини та Буковини, доктор філології, краєзнавець, нащадок роду швабських орендаторів-переселенців.

## Пам'ятки

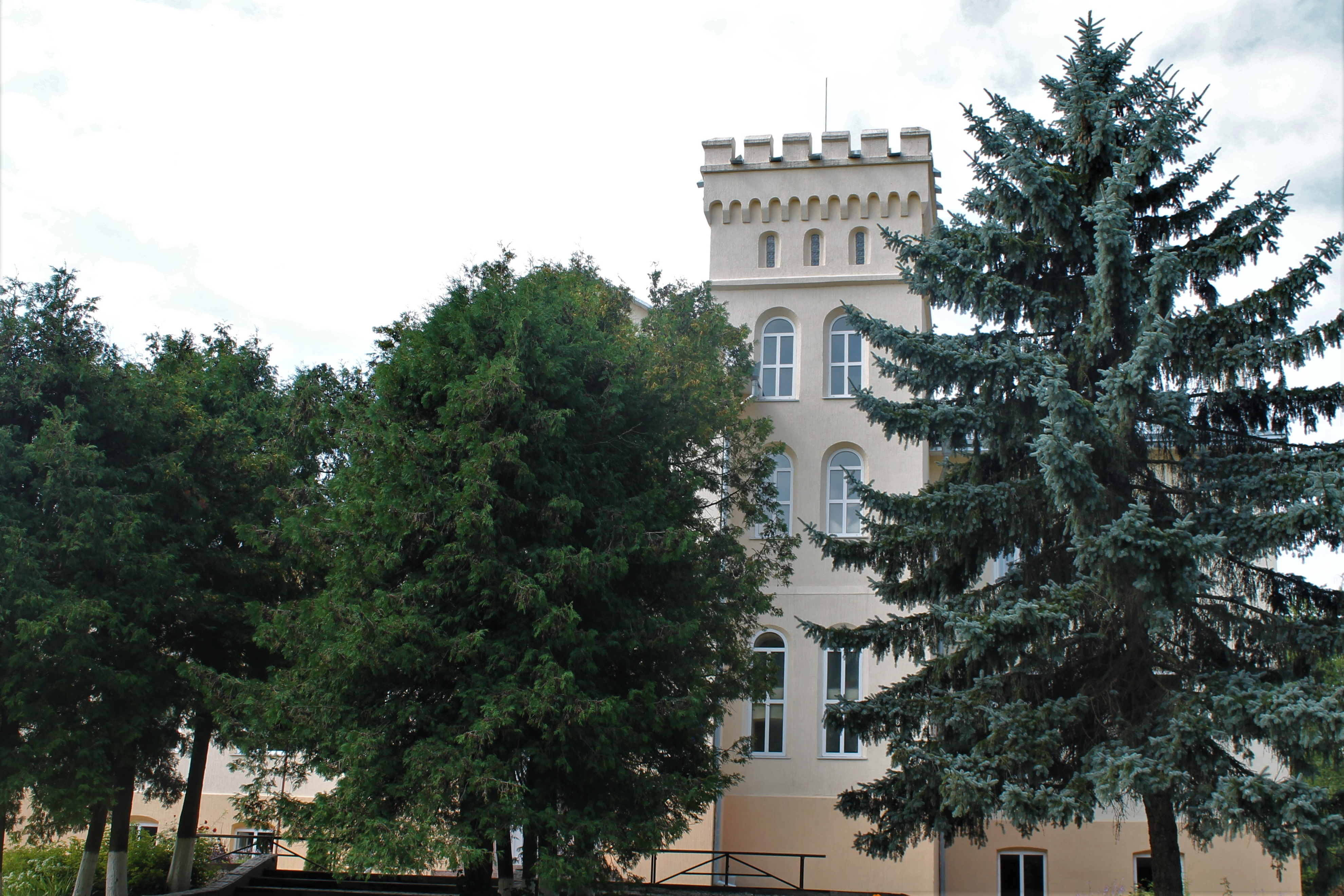
Карапчівський парк-пам'ятка садово-паркового мистецтва

У селі розташований парк-пам'ятка садово-паркового мистецтва місцевого значення — Карапчівський парк.